# Richard Ureña
Richard Ureña Castillo (né le 26 février 1996 à San Francisco de Macorís en République dominicaine) est un joueur d'arrêt-court des de la Ligue majeure de baseball.

## Carrière
Richard Ureña signe le 3 juillet 2012 un premier contrat professionnel d'une valeur de 725 000 dollars US avec les Blue Jays de Toronto.
Il fait ses débuts dans le baseball majeur le 1er septembre 2017 avec les Blue Jays de Toronto face aux Orioles de Baltimore.